# Rivendicazioni inglesi sul trono di Francia
Le rivendicazioni inglesi sul trono di Francia furono una lunga e complessa contesa storica intercorsa tra gli anni 1340 e 1800, eccettuati gli intervalli del 1360-1369 e del 1420-1422. Dal 1340 al 1801 i re e le regine d'Inghilterra, e dopo l'Atto di Unione del 1707 quelli di Gran Bretagna, portarono anche il titolo di Re o Regina di Francia.

## Guerra dei cent'anni
(Fernand Braudel)

Fasi della guerra

Il Regno d'Inghilterra era guidato da una stirpe franconormanna, e da un'aristocrazia di lingua normanna, quando il titolo di Re di Francia fu adottato la prima volta, nel 1340, da Edoardo III. Egli rivendicò il trono d'oltremanica alla morte dello zio Carlo IV, accelerando così la Guerra dei cent'anni. Al tempo della morte di Carlo, nel 1328, Edoardo era il suo parente maschio più prossimo. Essi erano imparentati però tramite una donna, la madre di Edoardo Isabella di Francia.
Sin dall'elezione di Ugo Capeto nel 987, la corona francese era sempre stata trasmessa in linea maschile (generalmente di padre in figlio o tra fratelli). Non esistevano precedenti di trasmissione in linea femminile, né ve n'era mai stato il bisogno. Figli e fratelli maschi, infatti, non erano mai mancati per oltre trecento anni, dall'inizio del dominio capetingio fino ai primi anni del XIV secolo, allorché si affacciò il dilemma di creare o no un precedente.
Quando nel 1316 morì Luigi X, gli succedette il figlio postumo Giovanni I, che morì all'età di soli cinque giorni. Si pose allora il problema di decidere se il trono spettasse alla sorella di questi Giovanna o se la legge salica del V secolo, che escludeva le donne dalla successione, fosse assolutamente insuperabile, pur in assenza di eredi maschi diretti di Giovanni il Postumo. Fu deciso in quest'ultimo senso, e la corona andò perciò a Filippo, fratello di Luigi, che aveva esercitato la reggenza.
Succeduto a Filippo V l'altro fratello Carlo, una nuova disputa sorse alla morte di questi, nel 1328. Sebbene fosse ormai stabilito che nessuna donna poteva direttamente accedere al trono, Edoardo sostenne che potesse tuttavia trasmetterlo in eredità, così da risultare egli stesso il legittimo pretendente. La tesi fu giudicata infondata, e il trono andò all'erede in linea maschile, Filippo di Valois, primo cugino del defunto re. Edoardo parve accettare la risoluzione e rese omaggio feudale a Filippo VI per il Ducato d'Aquitania. Nondimeno, le dispute dei dodici anni seguenti sull'esatta natura degli obblighi feudali di Edoardo verso Filippo in Aquitania condussero alla guerra aperta nel 1337. Tre anni dopo, Edoardo avanzava nuove pretese al trono e rivendicava il titolo di Re di Francia. Occorre notare che in questo momento Edoardo aveva cessato di essere il più prossimo erede in linea maschile di Carlo IV, poiché Giovanna aveva avuto un figlio, Carlo.
Edoardo continuò a proclamarsi Re di Francia fino al Trattato di Brétigny (8 maggio 1360), con il quale abbandonò le pretese in cambio di cospicui possedimenti in terra francese. Riapertesi però le ostilità anglo-francesi nel 1369, il re tornò ad avanzare pretese e riassunse il titolo. Così fecero anche i suoi successori fino al Trattato di Troyes (21 maggio 1420), nel quale gli inglesi riconobbero Carlo VI come legittimo Re di Francia, ma con la reggenza del genero Enrico V in qualità di erede. Diseredando il figlio del sovrano, il delfino Carlo, Enrico adottò il titolo di Erede al trono di Francia.
Enrico V e Carlo VI morirono a due mesi di distanza nel 1422, e il figlio bambino del primo, Enrico, assurse al trono francese. Enrico VI fu dunque l'unico re inglese che assommò in sé la posizione de iure e de facto di Re di Francia, piuttosto che usare il semplice appellativo in segno di pretesa. Ma nel 1429 il diseredato Carlo VII, con il supporto di Giovanna d'Arco, fu incoronato a Reims e intraprese la respinta degli inglesi dalla Francia settentrionale. Nel 1435, terminata la guerra fra Borgogna e Armagnac, Carlo poté rientrare a Parigi e, per il 1453, gli inglesi erano stati espulsi dalle ultime roccaforti di Normandia e Aquitania. Il solo territorio in mano inglese restò, fino al 1558, la città di Calais.

## Pretendenti originari

### “Re di Francia” (1340)
- Edoardo III d'Inghilterra  (24 gennaio 1340 – 8 maggio 1360).

### “Re di Francia” (titolo riassunto nel 1369)

Stemma di Edoardo III, col leone inglese e il giglio francese.

- Edoardo III d'Inghilterra (1369 – 21 giugno 1377)
- Riccardo II d'Inghilterra (22 giugno 1377 – 30 settembre 1399)
- Enrico IV d'Inghilterra (30 settembre 1399 – 20 marzo 1413)
- Enrico V d'Inghilterra (20 marzo 1413 – 21 maggio 1420).

### Eredi al trono di Francia (de iure e de facto) (1420)
- Enrico V d'Inghilterra (21 maggio 1420 – 31 agosto 1422)
- Enrico VI d'Inghilterra (31 agosto – 21 ottobre 1422). Divenne Re di Francia di diritto alla morte di Carlo VI.

### Re di Francia (de facto) (1422)

Blasone dei Re d'Inghilterra dal 1422, con il giglio di Francia.

- Enrico VI d'Inghilterra (21 ottobre 1422 – 4 marzo 1461 e 31 ottobre 1470 – 11 aprile 1471). Fu di fatto re del nord della Francia dal 1422 al 1453. Nel sud regnava, sempre di fatto, Carlo VII, che divenne re di diritto dopo l'incoronazione nel 1429. Enrico fu deposto in Inghilterra il 4 marzo 1461. Continuò a essere riconosciuto dal Casato dei Lancaster e fu reinsediato sul trono inglese nel 1470-1471.

## Sovrani di Calais
In seguito alla pazzia di Enrico VI nel 1453 e allo scoppio della Guerra delle Due Rose (1455-1487), gli inglesi persero ogni pretesto per la rivendicazione al trono francese, insieme a tutti i possedimenti continentali, eccettuata Calais.
Questa città soggiacque al regno di altri otto Re e Regine di Francia inglesi fino al 1558. Essi furono:
- Edoardo IV d'Inghilterra (4 marzo 1461 – 9 aprile 1483)
- Edoardo V d'Inghilterra (9 aprile – 25 giugno 1483)
- Riccardo III d'Inghilterra (25 giugno 1483 – 22 agosto 1485)
- Enrico VII d'Inghilterra (22 agosto 1485 – 21 aprile 1509)
- Enrico VIII d'Inghilterra (21 aprile 1509 – 28 gennaio 1547)
- Edoardo VI d'Inghilterra (28 gennaio 1547 – 6 luglio 1553)
- Jane Grey (10 giugno – 19 luglio 1553)
- Maria I d'Inghilterra (19 luglio 1553 – 7 gennaio 1558).

## Residue pretese della dinastia Tudor
I dissidi fra le due nazioni proseguirono fin nel XVI secolo. Calais cadde in mano alle truppe francesi il 7 gennaio 1558, sotto Francesco I di Guisa. Maria la Sanguinaria avrebbe comunque mantenuto il titolo di Regina di Francia per il resto del suo regno, così come la di lei sorella la regina Elisabetta I: ciò avvenne nonostante l'abbandono di ogni pretesa su Calais, sancito con il Trattato di Cateau-Cambrésis (1559). A recare l'appellativo formale furono dunque:
- Maria I d'Inghilterra (7 gennaio – 17 novembre 1558)
- Elisabetta I d'Inghilterra (17 novembre 1558 – 24 marzo 1603).

## Pretendenti della dinastia Stuart
Elisabetta morì senza lasciare eredi. Le succedette perciò il cugino, Giacomo VI di Scozia. I troni di Scozia e d'Inghilterra confluirono quindi in un'unione personale che sarebbe durata fino al 1707. I sette sovrani di questo periodo avrebbero continuato a usare l'appellativo di Re o Regina di Francia. La loro rivendicazione era tuttavia soltanto formale. Nessuno di loro intendeva impegnarsi in campagne militari per il controllo della Francia contro i regnanti effettivi Enrico IV, Luigi XIII e Luigi XIV. Anzi, Carlo I sposò una sorella di Luigi XIII, e il figlio Carlo II trascorse in Francia gran parte del suo esilio durante l'interregno repubblicano. I pretendenti della dinastia Stuart al trono di Francia furono:
- Giacomo I d'Inghilterra e VI di Scozia (24 marzo 1603 – 27 marzo 1625)
- Carlo I d'Inghilterra e Scozia (27 marzo 1625 – 30 gennaio 1649)
- Carlo II d'Inghilterra e Scozia (30 gennaio 1649 – 6 febbraio 1685)
- Giacomo II d'Inghilterra e VII di Scozia (6 febbraio 1685 – 12 febbraio 1689)
- Maria II d'Inghilterra e Scozia (13 febbraio 1689 – 28 dicembre 1694)
- Guglielmo III d'Inghilterra e II di Scozia (13 febbraio 1689 – 8 marzo 1702)
- Anna d'Inghilterra e Scozia (8 marzo 1702 – 1º maggio 1707).

## Pretendenti britannici dopo il 1707
L'Atto di Unione del 1707 dichiarò ufficialmente la fusione dei Regni d'Inghilterra e di Scozia nel nuovo Regno di Gran Bretagna. Il regno ebbe quattro sovrani fino al 1801. Essi si fregiarono del titolo formale di Re o Regina di Francia, ma nessuno di loro mise in discussione i diritti di Luigi XIV e dei successori Luigi XV, Luigi XVI, Luigi XVII e Luigi XVIII. I pretendenti britannici furono:
- Anna di Gran Bretagna (1º maggio 1707 – 1º agosto 1714)
- Giorgio I di Gran Bretagna (1º agosto 1714 – 11 giugno 1727)
- Giorgio II di Gran Bretagna (11 giugno 1727 – 25 ottobre 1760)
- Giorgio III di Gran Bretagna (25 ottobre 1760 – 1º gennaio 1801).

## Fine delle rivendicazioni
La monarchia francese fu abolita il 21 settembre 1792, sostituita dalla Prima Repubblica. In luglio, in occasione dei negoziati di pace della Conferenza di Lilla, i delegati francesi chiesero al sovrano britannico Giorgio III di abbandonare il titolo di Re di Francia come condizione per stipulare il trattato. I negoziati furono però interrotti nel novembre 1797 e il titolo di pretensione conservato.
Rimaneva, tuttavia, sul piano politico-diplomatico, l'assurdità per una nazione come la Gran Bretagna, da un lato promuovere le coalizioni anti-rivoluzionarie (prima contro i Giacobini e poi contro Napoleone), finalizzate a restaurare sul trono di Francia la dinastia borbonica (fra l'altro il futuro re Luigi XVIII era fuggito a Londra), e dall'altro continuare a rivendicare una antica pretesa sullo stesso trono.
Nel 1800, in occasione dell'Atto che sancì l'unione dei regni di Gran Bretagna e Irlanda, Giorgio III decise di abbandonare la pretesa, tanto che lo stesso fleur-de-lys francese fu rimosso dal blasone reale di cui era parte fin dall'epoca di Edoardo III.
Sul piano diplomatico gli inglesi riconobbero la repubblica Francese col Trattato di Amiens del 1802.
Il mutamento di rotta non fu però accettato dai giacobiti di Enrico Benedetto Stuart. Questi continuò a proclamarsi Re d'Inghilterra, Scozia, Francia e Irlanda fino alla morte il 13 luglio 1807, sebbene sia comunemente noto come il Cardinale Duca di York. Dal 1807, nessuno degli eredi cognatizi degli Stuart (discendenti di una figlia di Carlo I) ha mai usato alcuno dei titoli rivendicati.

## Pretendenti giacobiti
I pretendenti giacobiti furono Giacomo II d'Inghilterra e i suoi successori, che continuarono a proclamarsi Re d'Inghilterra, Scozia, Francia e Irlanda anche dopo la loro deposizione nel 1689. Tutti e quattro insistettero a reclamare attivamente i diversi titoli fino al 1807. Essi furono i seguenti.
- Giacomo II e VII (12 febbraio 1689 – 16 settembre 1701).
- Giacomo Francesco Edoardo Stuart (16 settembre 1701 – 1º gennaio 1766). Rivendicava l'appellativo di Giacomo III e VIII ed era noto come il Cavaliere di San Giorgio o il Vecchio Pretendente.
- Carlo Edoardo Stuart (1º gennaio 1766 – 31 gennaio 1768). Rivendicava l'appellativo di Carlo III ed era noto come Bonnie Prince Charlie, il Giovane Cavaliere o il Giovane Pretendente.
- Enrico Benedetto Stuart (31 gennaio 1788 – 13 luglio 1807). Rivendicava l'appellativo di Enrico IX e I.

Alcuni di questi pretendenti, in particolare Giacomo II negli ultimi dodici anni di vita e suo figlio Giacomo Francesco Edoardo fino al Trattato di Utrecht (1713), vissero in realtà sotto la protezione di Luigi XIV al tempo stesso in cui ne reclamavano il titolo.

## Successione giacobita
La successione giacobita proseguì dopo il 1807, ma nessuno degli otto pretendenti recenti ha mai attivamente insistito nella rivendicazione. Per consuetudine, essi sono ancora noti come Re o Regine di Francia presso l'esiguo numero dei seguaci del Giacobitismo. Di seguito, si presenta l'elenco dei pretendenti giacobiti virtuali.
- Carlo Emanuele IV (13 luglio 1807 – 6 ottobre 1819), ex re di Sardegna, discendente della figlia più giovane di Carlo I.
- Vittorio Emanuele I (6 ottobre 1819 – 10 gennaio 1824), re di Sardegna, suo fratello.
- Maria Beatrice (10 gennaio 1824 – 15 settembre 1840), principessa di Sardegna e in seguito, per matrimonio, duchessa di Modena.
- Francesco V di Modena (15 settembre 1840 – 20 novembre 1875), suo figlio.
- Maria Teresa (20 novembre 1875 – 3 febbraio 1919), principessa di Modena e in seguito regina consorte di Baviera, sua nipote.
- Rupprecht di Baviera (3 febbraio 1919 – 2 agosto 1955), suo figlio.
- Alberto Leopoldo di Baviera (2 agosto 1955 – 8 luglio 1996), suo figlio.
- Francesco di Baviera (8 luglio 1996 – oggi), suo figlio.

## Pretendenti mancati
Altri due virtuali pretendenti al trono d'Inghilterra rivendicarono il titolo di Re di Francia. Normalmente, vengono omessi dalle liste ufficiali dei re. Essi sono:
- Lambert Simnel, un bambino che fu spacciato per Edoardo Plantageneto, XVII conte di Warwick, e incoronato a Dublino come Edoardo VI, Re d'Inghilterra e Francia (24 maggio – 16 giugno 1487). Fu fatto prigioniero da Enrico VII nella battaglia di Stoke Field.
- Giacomo Scott, I duca di Monmouth, che rivendicò l'appellativo di Re d'Inghilterra, Scozia, Francia e Irlanda (20 giugno – 6 luglio 1685). Fu fatto prigioniero da Giacomo II nella battaglia di Sedgemoor.

Lo stemma canadese con i gigli di Francia.

## Dominiondel Canada
Lo stemma del Canada contiene il giglio araldico francese, rimosso dal blasone dei sovrani britannici nel 1801. È tuttavia un semplice riconoscimento del retaggio francese nel Canada, specialmente nella provincia del Québec, e non invece un segno indicativo di pretese al trono di Francia.